# Nesoryzomys darwini
Nesoryzomys darwini era una especie de roedor de la familia Cricetidae. Era endémico de la isla de Santa Cruz, Islas Galápagos. El último registro de la especie fue en 1930.